# America's Thanksgiving Day Parade
America's Thanksgiving Parade är en årlig på parad på Thanksgivingdagen i Detroit, Michigan.  Traditionen startades 1924 av varuhuset J.L. Hudson Company. Det är den nästa äldsta Thanksgivingparaden i USA tillsammans med Macy's Thanksgiving Day Parade i New York i New York och fyra år yngre än 6abc Dunkin' Donuts Thanksgiving Day Parade i Philadelphia, Pennsylvania.

### Fotnoter
1. ↑  ”Our Daily Holiday Quiz”. Fox12 Oregon (KPTV.com). Arkiverad från originalet den 26 november 2012. https://www.webcitation.org/6CSscDnu5?url=http://www.kptv.com/story/5663561/a. Läst 20 november 2012.
2. ↑  Theresa Plowright. ”Thanksgiving Day Parades”. About.com. Arkiverad från originalet den 2 april 2013. https://web.archive.org/web/20130402222831/http://travelwithkids.about.com/od/thanksgiving/tp/Thanksgiving-Day-Parade.htm. Läst 20 november 2012.